# مارکو کوسکی
مارکو کوسکی (انگلیسی: Markku Koski؛ زادهٔ ۱۵ اکتبر ۱۹۸۱) اسنوبردسوار اهل فنلاند است.